# ウェイ・ダウン
『ウェイ・ダウン』（The Vault、各地域ではWay Downというタイトル）は、ジャウマ・バラゲロ監督による2021年公開のスペインのアクションスリラー映画。
本作にはフレディ・ハイモアや、アストリッド・ベルジュ＝フリスベ、サム・ライリー、リアム・カニンガム、ルイス・トサール、アクセル・シュタイン、ホセ・コロナド、ファムケ・ヤンセンが出演している。
物語は、スペイン銀行内の世界一安全な金庫から財宝を盗むというミッションを中心に展開される。

## ストーリー
海洋考古学者が沈没船から財宝を引き揚げるも、スペイン政府が財宝を押収し、スペイン銀行内の金庫に保管してしまう。ウォルター・モアランドが結成したチームは、銀行に侵入し、金庫から財宝を盗み出そうとする。

## キャスト
※括弧内は日本語吹替。
- トム・ジョンソン - フレディ・ハイモア（池田恭祐）
- ロレイン - アストリッド・ベルジュ＝フリスベ（田所あずさ）
- ジェームズ - サム・ライリー（江頭宏哉）
- ウォルター・モアランド - リアム・カニンガム（藤井隼）
- サイモン - ルイス・トサール
- クラウス - アクセル・シュタイン
- グスタボ - ホセ・コロナド
- マーガレット - ファムケ・ヤンセン（川岸上子）
- 銀行頭取 - エミリオ・グチエレス・カバ

## 公開
『ウェイ・ダウン』は、2021年1月15日にブラジルと台湾で、アメリカでは同年3月26日、製作国のスペインでは同年11月12日に劇場公開された。日本では翌年の6月10日に公開された。